# Mychajlo Chanenko

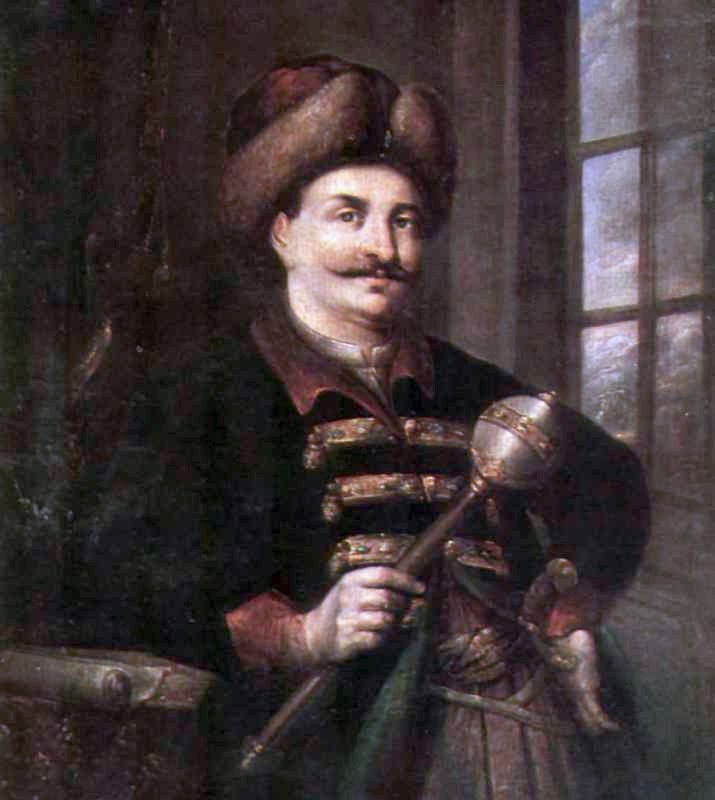
Hetman Mychajlo Chanenko

Mychajlo Stepanowytsch  Chanenko (ukrainisch Ханенко Михайло Степанович, polnisch Michał Chanenko, * um 1620; † 1680 in Baturyn, Linksufrige Ukraine) war ein ukrainischer Kosake und in den Jahren 1669 bis 1674 Hetman der rechtsufrigen Ukraine.

## Leben
Mychajlo Chanenko entstammte als Sohn von Stepan Chanenko einer bekannten Kosakenoffiziersfamilie und nahm 1648–1657 als Unterstützer von Bohdan Chmelnyzkyj an dem von diesem geführten Aufstand gegen Polen-Litauen teil. Von 1656 bis 1660 und von 1664 bis 1669 war er Oberst des Umanj-Regiments und unterstützte in dieser Rolle die pro-polnischen Hetmane Jurij Chmelnyzkyj und Pawlo Teterja.
1670 trat Chanenko als Unterstützer Petro Suchowijs und Gegenspieler des Hetmans Petro Doroschenko in Erscheinung. Er war von den Kosaken des Petro Suchowij zum Hetman der rechtsufrigen Ukraine proklamiert worden und einigte sich mit dem polnischen König Michael I. auf die Autonomierechte der Kosaken. Polen erkannte ihn im Sommer 1670 als Hetman an. Der König von Polen überließ Chanenko den Kommandostab  nebst Insignien und verlieh ihm mit Bezug auf den „hadiatschen Vertrag“ (auch hadiatscher Vergleich genannt, siehe: Vertrag von Hadjatsch) das Recht „die Ukraine so zu beherrschen als ob sie sein Eigenthum wäre“. 1671 besetzte Großhetman der polnischen Krone, Jan Sobieski, mit seiner Hilfe und der seiner Kosaken größere Teile Podoliens. Chanenko kämpfte im Osmanisch-Polnischen Krieg 1672–1676 auf Polens Seite, verlor jedoch einige Schlachten gegen Doroschenko. Im Anschluss an die polnische Niederlage ging die gesamte rechtsufrige Ukraine durch den Vertrag von Buczacz in türkische Hand über.
1674 wechselte Chanenko auf die Seite des von Russland protegierten Hetmans Iwan Samojlowytsch, als dieser den Dnepr überquerte, um gegen Doroschenko zu kämpfen. Chanenko übergab die Insignien, die er von dem inzwischen verstorbenen König Michael I. erhalten hatte, an Samojlowytsch und zog sich nach Kiew zurück. In der Folge erhielt er Ländereien in der linksufrigen Ukraine und lebte einige Zeit in Wolhynien. 
In den Jahren 1677/1678 wurde er von Russland der erneuten Kontaktaufnahme mit Polen beschuldigt und von Samojlowytsch in Baturyn inhaftiert, wo er starb.